# Jardim Oriente (Vila Sônia)
O Jardim Oriente é um bairro da zona oeste da cidade de São Paulo, Brasil. Forma parte do distrito da cidade conhecido como Vila Sônia. Administrada pela Subprefeitura do Butantã. .
A área fica ao lado da Rodovia Régis Bittencourt e da Rodovia Raposo Tavares.